# Achelia bituberculata
Achelia bituberculata là một loài nhện biển trong họ Ammotheidae. Loài này thuộc chi Achelia. Achelia bituberculata được miêu tả khoa học năm 1949 bởi Hedgpeth.